# Gare de Gilly-sur-Loire
Gare de Dompierre-Sept-Fons – przystanek kolejowy w Dompierre-sur-Besbre, w departamencie Saona i Loara, w regionie Burgundia-Franche-Comté, we Francji. Jest zarządzany przez SNCF (budynek dworca) i przez RFF (infrastruktura).
Stacja jest obsługiwana przez pociągi TER Bourgogne.

## Położenie
Znajduje się na linii Moulins – Mâcon, w km 36,943, pomiędzy stacjami Dompierre-Sept-Fons i Saint-Agnan, na wysokości 230 m n.p.m.

## Linie kolejowe
- Moulins – Mâcon